# Tuberculose multirresistente
Tuberculose multirresistente (MDR-TB) é uma infeção por tuberculose causada por bactérias resistentes ao tratamento com pelo menos dois dos mais fortes medicamentos antituberculosos de primeira linha, isoniazida e rifampicina. Algumas formas de tuberculose são também resistentes a medicamentos de segunda linha, sendo nesse caso denominadas tuberculose extensivamente resistente (XDR-TB).